# Alcea kopetdaghensis
Alcea kopetdaghensis är en malvaväxtart som beskrevs av Modest Mikhaĭlovich Iljin. Alcea kopetdaghensis ingår i släktet stockrosor, och familjen malvaväxter. Inga underarter finns listade i Catalogue of Life.